# Scinax wandae
Scinax wandae är en groddjursart som först beskrevs av William F. Pyburn och Martin J. Fouquette, Jr. 1971.  Scinax wandae ingår i släktet Scinax och familjen lövgrodor. IUCN kategoriserar arten globalt som livskraftig. Inga underarter finns listade i Catalogue of Life.